# Tübinger Studentenwerk
Das Tübinger Studentenwerk e. V. ist ein gemeinnütziger Verein, der Studenten der Universität Tübingen günstigen Wohnraum sowie Dienstleistungen anbietet. Zu unterscheiden ist das Tübinger Studentenwerk e. V. vom Studierendenwerk Tübingen-Hohenheim A.d.ö.R., welches die Mensen, Cafeterien und Kindertagesstätten betreibt.

## Geschichte
Das Tübinger Studentenwerk wurde am 6. August 1920 als Tübinger Studentenhilfe e. V. von Universitätsangehörigen und Tübinger Bürgern gegründet, um die wirtschaftliche Not der Studierenden nach Kriegsende zu lindern. 1920 wurde nach einem AStA-Beschluss im Rahmen der Studentenhilfe eine akademische Berufsberatungsstelle geschaffen, die schließlich von der Regierung mit einer Jahresunterstützung für einen Berufsberater ausgestattet wurde. Ab dem Wintersemester 1920/21 wurde von den Studierenden eine Gebühr von 10 Mark für AStA und Studentenhilfe erhoben. Im April 1921 und im Dezember 1922 wurden zwei Studentenwohnheime der Studentenhilfe eröffnet. Die Errichtung des ersten Wohnheims gelang aufgrund großzügiger Spenden amerikanischer Quäker, die ein Jahr lang auch die im Wohnheim angesiedelte Studentenküche finanzierten, so dass schließlich bis zu 1.200 Mittagessen täglich ausgegeben werden konnten. Nach Erwerb und Umbau des zweiten Wohnheims konnten täglich 700 weitere Studierende verpflegt werden.
Die Selbsthilfeorganisation der Tübinger Studentenhilfe war eine der ersten dieser Art und Vorbild für ähnliche Einrichtungen an anderen Universitäten. Sie richtete die Mensa ein, sorgte für preiswerten Wohnraum in Wohnheimen, organisierte eine studentische Arbeitsvermittlung und verbilligte durch Dienstleistungen studentische Lebenshaltungskosten. In den 1920er Jahren stellte die Studentenhilfe aufgrund der Wohnungsnot mehrere Lauffrauen an, die Studentenzimmer in Ordnung hielten, damit den Tübinger Hausfrauen keine zusätzliche Arbeit entstand und sie eher bereit waren, Zimmer zu vermieten. Nach der Behebung des Inflationsnotstandes wurden die Zuschussbetriebe der Studentenhilfe wie Wäscherei, Schuhmacherei und Buchbinderei abgebaut, erhalten blieben die Druckerei und das Schreibmaschinenbüro, die Überschüsse erwirtschafteten. Am 6. Juli 1930 wurde die Studentenhilfe in Tübinger Studentenwerk umbenannt. Im gleichen Jahr richtete sie ein Tagesheim für Studentinnen ein, das durch Unterstützung des Staates, der Kirchen und Spenden von Verbänden und Einzelpersonen ermöglicht wurde.
Durch eine Verordnung des Reichswissenschaftsministers Bernhard Rust vom 2. November 1934 entstand das Reichsstudentenwerk als öffentlich-rechtliche Anstalt. Das Tübinger Studentenwerk ging wie alle bestehenden Studentenwerke im „Reichsstudentenwerk“ auf. Neuer Geschäftsführer wurde Georg Kress, der von April 1935 bis März 1937 eine „Sanierung“ des Studentenwerks durchführte.
Nach dem Zweiten Weltkrieg wurde das Studentenwerk Tübingen 1946 als eingetragener Verein wiedergegründet. Seit der Einrichtung des Tübinger Studentenwerks – Anstalt öffentlichen Rechts (heute Studierendenwerk Tübingen-Hohenheim) in den 1970er Jahren gibt es in Tübingen zwei Studentenwerke.

## Wohnheime
Die Wohnheime des Tübinger Studentenwerk e. V. sind alle selbstverwaltet. Das bedeutet, dass die Bewohner die Regeln für das Zusammenleben weitgehend selbst regeln. Es gibt Heimvollversammlungen sowie wohnheimsinterne Gremien und Ämter, die wiederum ihre Schnittstellen zu den Vereinsgremien haben. Insbesondere ist für den Trägerverein die soziale Ausrichtung in allen Bereichen wichtig. Beispielsweise werden die Wohnheimsplätze nicht nach einer Warteliste vergeben, sondern vorrangig nach sozialen Kriterien wie Elterneinkommen oder Geschwisteranzahl – um insbesondere Studenten aus einkommensschwachen Familien eine günstige Unterkunft bereitzustellen.

### Geigerle
Das Geigerle befindet sich in der Charlottenstraße 8, es besteht aus drei Gebäuden mit bis zu drei Stockwerken. Die Gebäude sind um einen Garten mit Teich herum angeordnet. Das Geigerle ist insbesondere für das einmal im Semester stattfindende Geigerlefest bekannt. Obwohl aktiv keine Werbung gemacht wird, füllt sich das gesamte Wohnheim jedes Mal mit zahlreichen Gästen. Das Geigerle ist das Wohnheim, in das Studenten im Grundstudium einziehen.

### Annette-Kade-Wohnheim
Das Annette-Kade-Wohnheim befindet sich in der Mohlstraße 44, es ist ein architektonisch besonders gestaltetes Gebäude. In der Mitte befinden sich zwei Atrien, die Zimmer sind auf zwei Etagen um die Atrien herum angeordnet. Von der Altersstruktur her gesehen wohnen im „Kade“ überwiegend die Studenten im Hauptstudium.

### Münzgasse

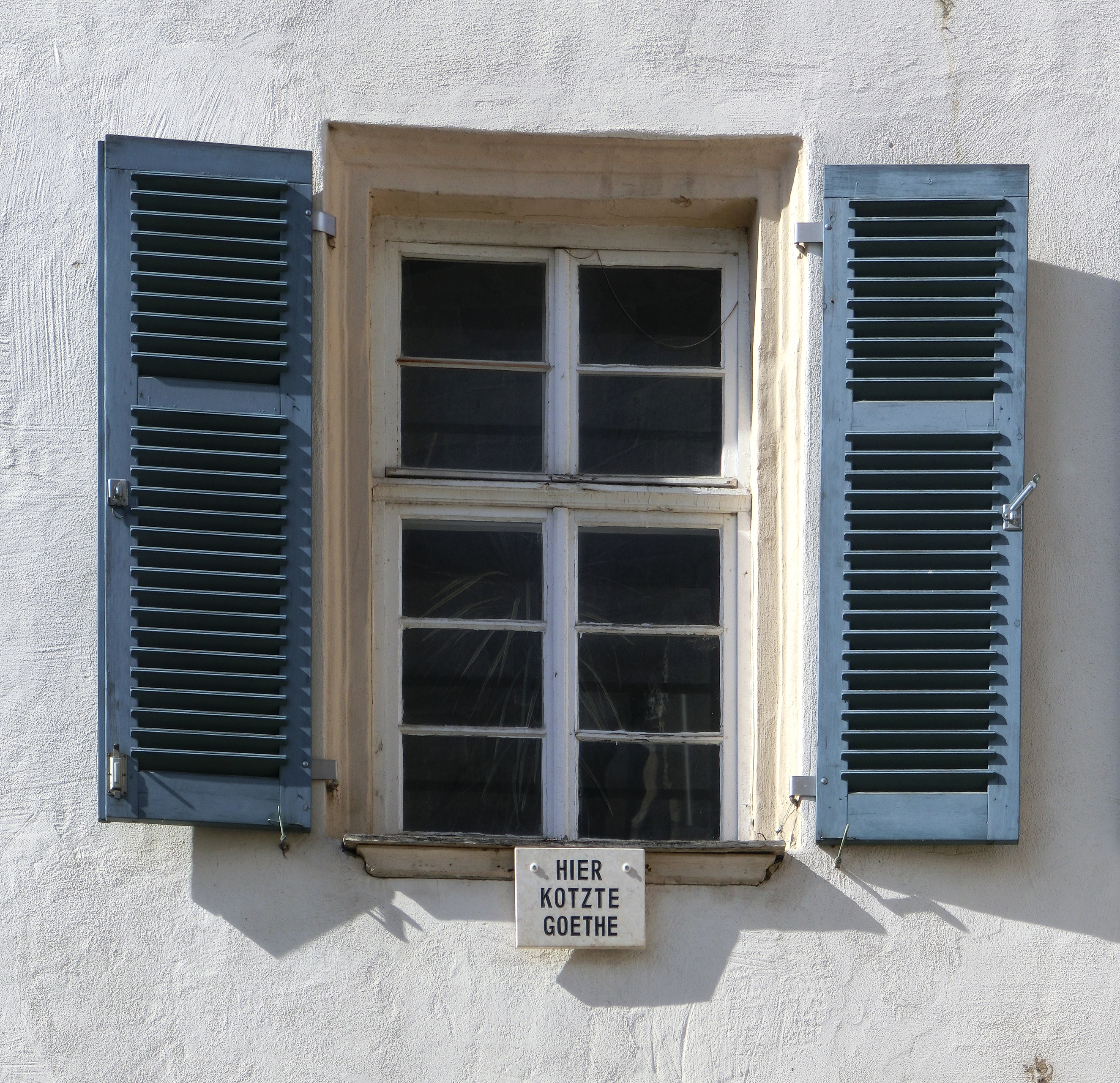
Münzgasse 13, Detail

Die Münzgasse 13 befindet sich gegenüber der Stiftskirche in zentraler Lage. Gebäudeeigentümer ist jedoch das Studierendenwerk Tübingen-Hohenheim AdöR, von dem das Studentenwerk e. V. wiederum das Gebäude mietet und an die Bewohner weitervermietet. Diese besondere Konstruktion ist auf einen Streit zurückzuführen, bei dem Bewohner das Haus besetzt hatten, weil sie sonst herausgeworfen worden wären. Durch Einspringen des Tübinger Studentenwerk e. V. als Zwischenvermieter konnte der Wohnraum für die damaligen Bewohner gesichert werden.

## Wirtschaftsbetriebe
Die Erlöse aus den Aktivitäten der Wirtschaftsbetriebe des Tübinger Studentenwerk e. V. sollen den Wohnheimen zugutekommen und so z. B. Renovierungen ermöglichen. Dennoch ist die Maßgabe für die Wirtschaftsbetriebe, günstige Angebote für Studenten zu offerieren. Eine Vereinsmitgliedschaft ist dabei nicht notwendig, um die Angebote nutzen zu können.

### Fahrschule
Die Fahrschule wird mit Fahrlehrern einer eigenständigen Fahrschule aus Reutlingen betrieben. Trotz dieser Konstruktion nach dem Outsourcing-Konzept versucht das Tübinger Studentenwerk e. V. mit seinen Preisen ein für Studenten attraktives Angebot zu bieten. Dabei steht die Fahrschule auch Nicht-Studenten offen. Die Fahrschule ist auf den Autoführerschein sowie Umschreibungen ausländischer Führerscheine spezialisiert. Angeboten werden aber auch Motorrad- und Mofa-Führerscheinklassen sowie auch die Führerscheinklasse BE für Anhänger bis 750 kg.

### Marquartei
Die Marquartei ist eine Studentenkneipe am Rande der Tübinger Altstadt. Angeboten werden Getränke und Speisen. Das Personal rekrutiert sich ebenfalls meist aus studentischen Kreisen. Vom Kauf in den 1990er Jahren bis 2007 wurde die Kneipe vom Tübinger Studentenwerk e. V. selbst betrieben. Nun ist die Marquartei verpachtet. Regelmäßig finden Musikveranstaltungen statt.